# Magdalena Medio antioqueño

Magdalena Medio antioqueño.

El Magdalena Medio antioqueño es una subregión situada al oriente de Antioquia en la franja que limita con el río Magdalena.

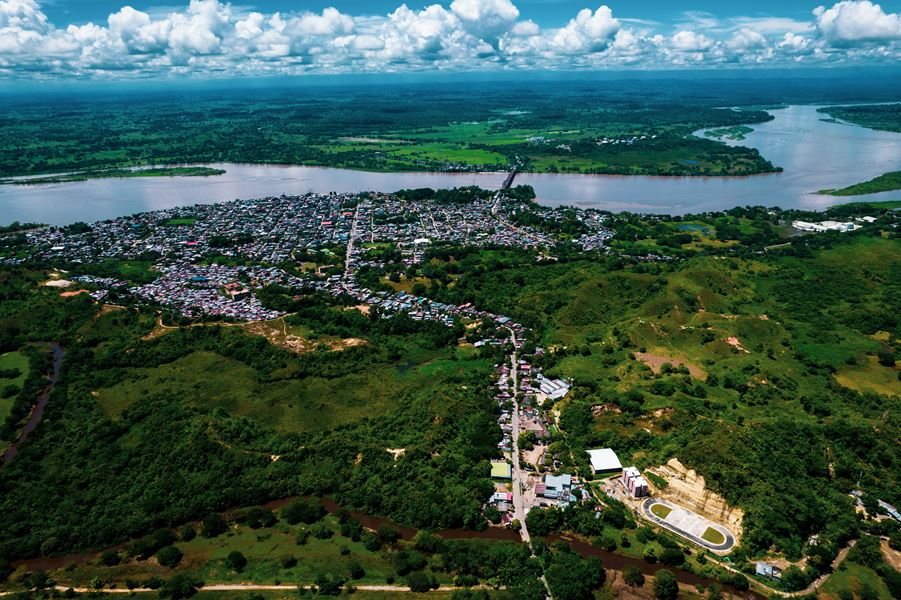
Puerto Berrío, municipio localizado en el Magdalena Medio antioqueño.

### Geografía
El Magdalena Medio está bañado por los ríos Magdalena, Cimitarra, Alicante, Tamar, San Francisco, San Bartolomé y las ciénagas de San Bartolo, Barbacoas, Maquencal, El Tablazo, San Francisco, Caño Don Juan y la Gloria.
Tiene dos unidades fisiográficas: la planicie cálida del río Magdalena entre los ríos Alicante e Ité y la vertiente cálida y húmeda del interior.

### Economía
Se destacan actividades como la minería: la explotación carbonífera y la extracción de calizas, calcáreos, cuarzo y mármoles (buena parte de la minería se practica sin permisos, o sea de manera ilegal); así mismo, es importante el cultivo de la palma de aceite. Las actividades ganaderas son también un importante renglón en la economía local. En Yondó hay explotación minera.

### Turismo
Tras el descenso desde la Cordillera Central hasta las planicies de las riberas del Río Magdalena, se encuentra esta zona considerada Reserva Turística Nacional. La temperatura oscila entre 20 °C y 33 °C debido a la cercanía al valle del río Magdalena; esto sumado a la gran abundancia de cascadas y balnearios ubicadas en varios municipios, se convierte en un atractivo turístico de la región. El bosque húmedo tropical en el cañón del Río Claro, tiene grutas, cuevas, rocas y aguas cristalinas propicias para los turistas. Continuando hasta Puerto Triunfo, un pueblo ideal para la pesca, el visitante puede acceder a diversas actividades deportivas.

### Municipios
Esta subregión antioqueña está compuesta por los municipios de:
- Caracolí
- Maceo
- Puerto Berrío
- Puerto Nare
- Puerto Triunfo (Colombia)
- Yondó